# Apatura roeselii
Apatura roeselii är en fjärilsart som beskrevs av Johann Andreas Benignus Bergsträsser 1779. Apatura roeselii ingår i släktet Apatura och familjen praktfjärilar. Inga underarter finns listade i Catalogue of Life.